# Xã Graham, Quận Clearfield, Pennsylvania
Xã Graham (tiếng Anh: Graham Township) là một xã thuộc quận Clearfield, tiểu bang Pennsylvania, Hoa Kỳ. Năm 2010, dân số của xã này là 1.383 người.